# Sebrus absconditus
Sebrus absconditus là một loài bướm đêm trong họ Crambidae.